# Київська археографічна комісія
Київська археографічна комісія — наукова установа, створена 31 травня 1843 року для розбору давніх актів при Київському, Волинському і Подільському генерал-губернаторі; до 1914 року діяла як Тимчасова комісія. Проводила пошукову діяльність в архівах державних установ, магістратів і монастирів, у приватних архівах на Київщині, Волині й Поділлі, а також, у разі потреби, у Москві, Санкт-Петербурзі, Варшаві та інших містах. На основі зібраних нею матеріалів та документів 1852 року створено Київський центральний архів давніх актів.